# Багаевский район
Бага́евский райо́н — административно-территориальная единица и муниципальное образование (муниципальный район) в центральной части Ростовской области РФ с административным центром в станице Багаевской.

## История
Образован район в 1924 году. В 1929 году был упразднён, территория передана Мечетинскому и Новочеркасскому районам. В 1935 году образован вновь, в 1963 году упразднен, территория была передана Семикаракорскому району. В 1964 году район образован вновь за счёт части территории Семикаракорского и Азовского районов. В 1978 году от района отошла часть территории во вновь организованный Веселовский район.

## География
Район расположен в центральной части Ростовской области на левом берегу реки Дон и в нижнем течении реки Западный Маныч. Кроме них по территории района протекают следующие реки: Аксай, Подпольная, Сусат. На территории района имеются значительные запасы местных полезных ископаемых (песок, глина), делающих перспективным развитие предприятий по производству стройматериалов. Площадь территории — 950,6 км².

## Административное деление
В состав Багаевского района входят 5 сельских поселений:
1. Ажиновское сельское поселение (хутор Ажинов, хутор Калинин, хутор Карповка, хутор Сараи, посёлок Привольный)
2. Багаевское сельское поселение (станица Багаевская, хутор Белянин, хутор Голые Бугры, хутор Краснодонский, хутор Федулов, посёлок Дачный, посёлок Задонский)
3. Елкинское сельское поселение (хутор Ёлкин, хутор Верхнеянченков, хутор Кудинов)
4. Красненское сельское поселение (хутор Красный, хутор Тузлуков, хутор Усьман, посёлок Отрадный, посёлок Первомайский, посёлок Садовый)
5. Манычское сельское поселение (станица Манычская, хутор Арпачин, хутор Пустошкин, посёлок Ясный)

## Экономика
Основу экономики района составляет производство и переработка сельскохозяйственной продукции. В районе выращивается пшеница, развито овощеводство. Земли сельхозназначения занимают 76,7 тыс. га (80,7 % территории района).
Промышленное производство представлено двумя наиболее крупными предприятиями:
- ЗАО «Багаевский Консервный Завод»
- ОАО «Пищекомбинат»

Грузовые и пассажирские перевозки осуществляются автомобильным и водным транспортом

### Туризм
Район расположен вдоль русла реки Дон, что означает благоприятные условия для развития отдыха и туризма. На территории района размещены около 85 баз отдыха. Богатейшие охотничьи угодья привлекают любителей охоты.

## Местное самоуправление

### Администрация района (Глава Администрации)
Главы Багаевского района:
- 1996—2000 годы — Черников Александр Андреевич (род. 1943),
- 2000—2004 годы — Кисляков Николай Александрович (род. 1942),
- 2004—2010 годы — Мартынов Сергей Андреевич (род. 1956),
- с 2010 года — Шевцов Андрей Михайлович (род. 1967).
- с 2022 года - Черных Александр Николаевич (род. 1979).

## Население
| 2001    | 2002    | 2009    | 2010    | 2011    | 2012    | 2013    | 2014    | 2015    |
| ------- | ------- | ------- | ------- | ------- | ------- | ------- | ------- | ------- |
| 35 400  | ↘34 665 | ↘34 615 | ↗34 813 | ↘34 773 | ↘34 629 | ↘34 346 | ↘34 140 | ↗34 332 |
| 2016    | 2017    | 2018    | 2019    | 2020    | 2021    |         |         |         |
| ↗34 569 | ↗34 646 | ↘34 265 | ↘33 966 | ↘33 802 | ↘32 705 |         |         |         |

Результаты переписи перепись 2002 года:
- станица Багаевская (рц) — 15 275 человек
- хутор Ёлкин — 3018 человек
- станица Манычская — 1774 человек
- хутор Арпачин — 1527 человек
- прочие сельские населенные пункты — 13 071 человек

Национальный состав
По итогам переписи населения 2020 года проживали следующие национальности (национальности менее 0,1 % и другое см. в сноске к строке «Другие»):
| Национальность   | Численность, чел. | Доля     |
| ---------------- | ----------------- | -------- |
| Русские          | 25 934            | 80,29 %  |
| Турки            | 3700              | 11,46 %  |
| Армяне           | 709               | 2,20 %   |
| Корейцы          | 350               | 1,08 %   |
| Украинцы         | 293               | 0,91 %   |
| Азербайджанцы    | 222               | 0,69 %   |
| Турки-месхетинцы | 122               | 0,38 %   |
| Цыгане           | 79                | 0,24 %   |
| Узбеки           | 60                | 0,19 %   |
| Белорусы         | 56                | 0,17 %   |
| Другие           | 775               | 2,39 %   |
| Итого            | 32 300            | 100,00 % |

## Достопримечательности
- Войсковой казачий собор в станице Манычской (священник собора — отец Александр Маликов). Построен в 1905 году силами казаков, освобождённых для этой цели от воинской повинности. Во время Великой Отечественной войны пострадали колокольня и купола собора. В настоящее время собор действующий, идут реставрационные работы;
- Свято-Никольская церковь в станице Багаевской (священник-настоятель — отец Александр Маштанов). Церковь заново отстраивается с 1993 года;
- каплица в станице Багаевской (свыше 100 лет);
- Карповское городище (IV в н. э.) на территории МТФ;
- Манычское казачье городище (на половине пути от старого Дона до гостиной горы);
- Багаевское казачье городище (от ерика Бешеный на полпути к Белянину, до речки Багай на правой стороне Дона). На месте городища находится каплица;
- хутор Федулов — Малебщев (Карасёвский) курган (становище татар), 1799 год;
- казачий курень, где размещался штаб 1-й Конной Армии Буденного в станице Багаевской (в период с 20 января по 14 февраля 1920 года), где был арестован комкор Думенко, этот курень посещал атаман Всевеликого Войска Донского П. Н. Краснов;
- в станице Манычской казачий курень, где проходило совещание Командующего Добровольческой Армией — Деникина, Атамана Всевеликого Войска Донского — Краснова, Кубанского Войска — Филимонова, Терского войска — Карнаухова;
- братские могилы до 5 тысяч бойцов в хуторе Первомайском, погибших в 1943 году при освобождении Ростовской области;
- в хуторе Ажинове мемориал погибшим воинам при защите Багаевского района 110-й отдельной кавалерийской Калмыцкой дивизии.
- Алитубский могильник
- Багаевский могильник
- Тузлуки, могильник
- Федуловский клад